# Fixateur externe

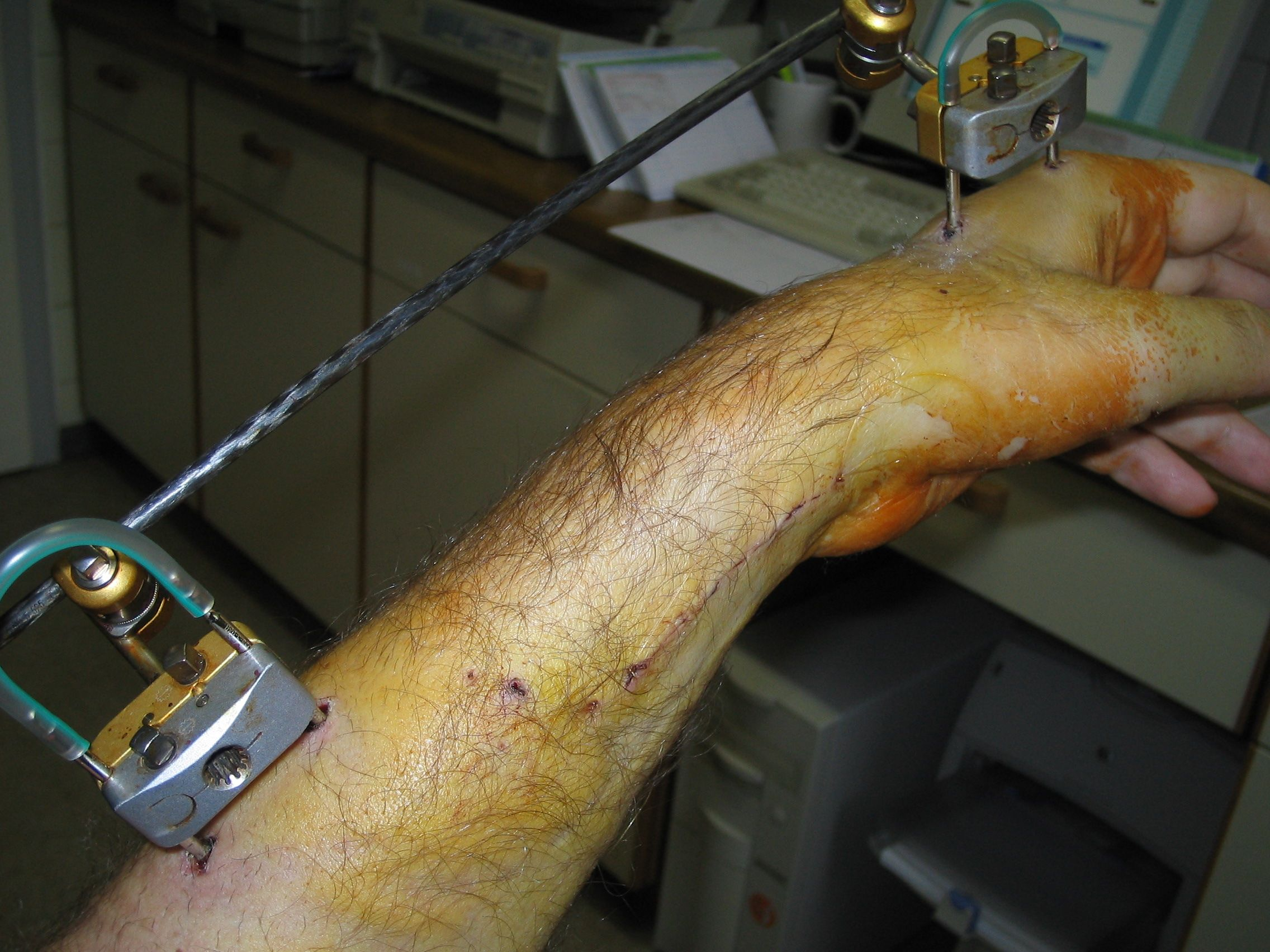
Fixateur externe bei verplatteter Radiustrümmerfraktur

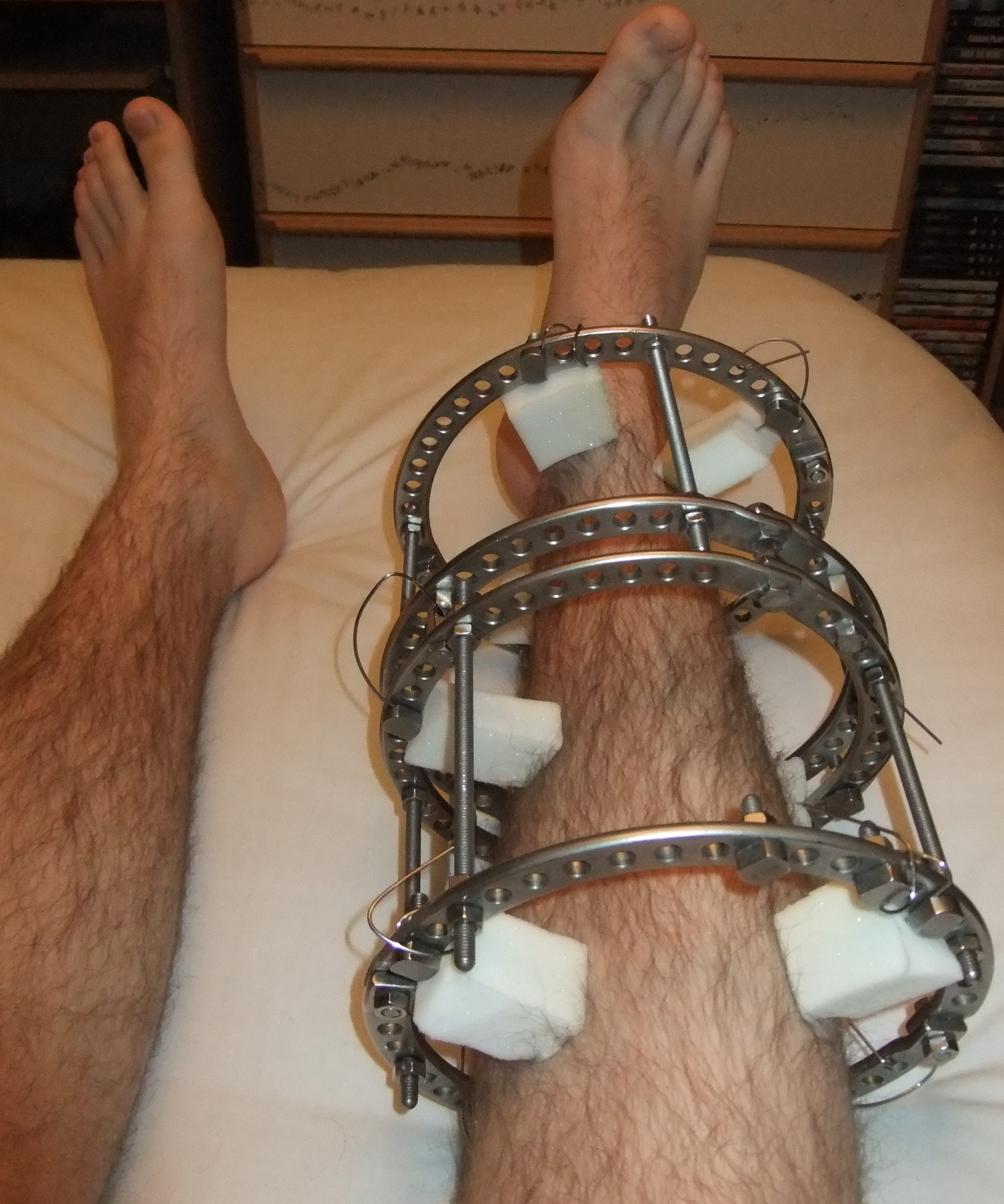
Ein Ilizarow-Ringfixateur (IEF)

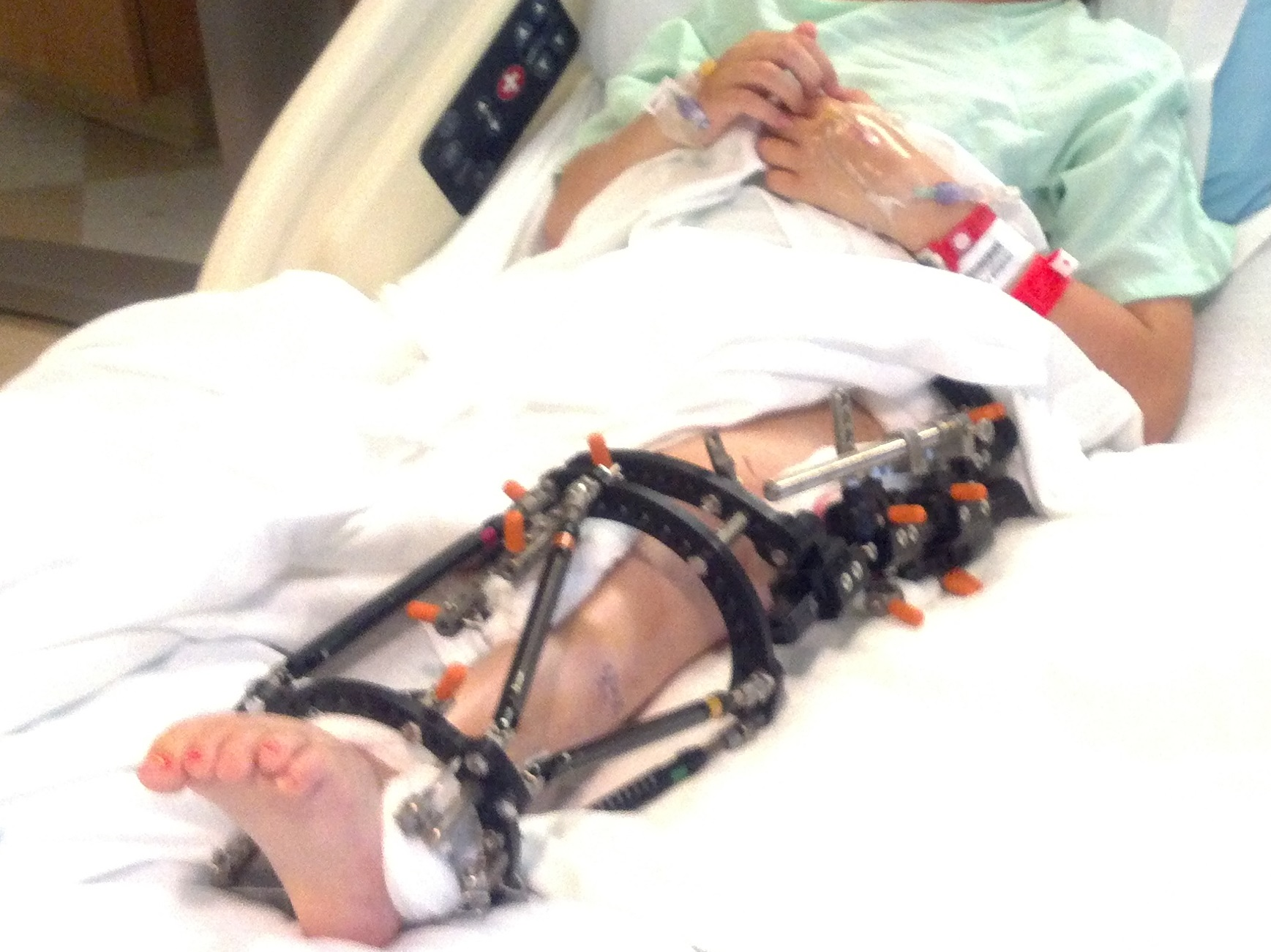
Über Computer ferngesteuert: Taylor Spatial Frame

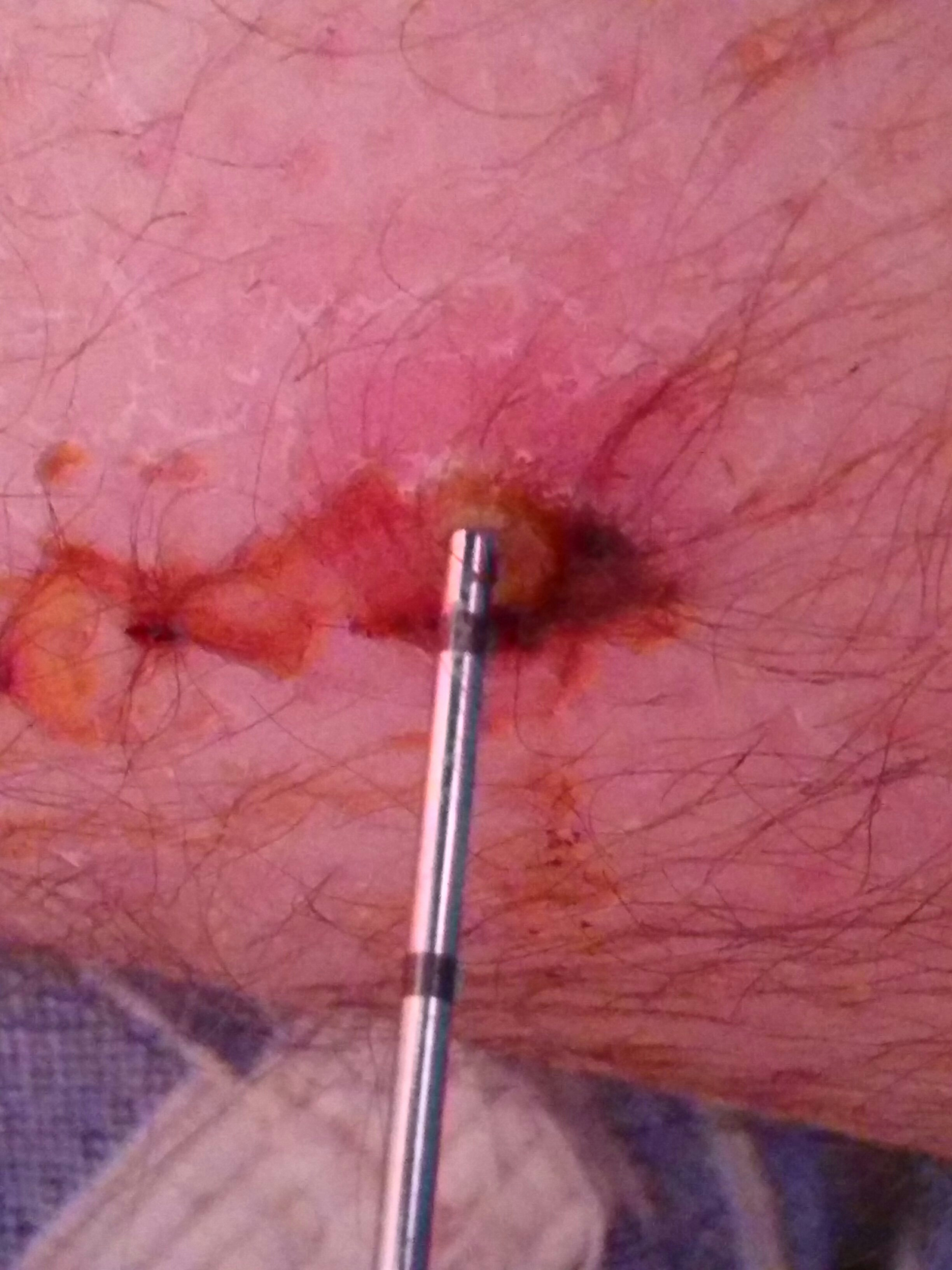
Stift geht bis zum Knochen (mit nässendem Exsudat)

Ein Fixateur externe (französisch; „äußerer Festhalter“) ist ein Osteosynthese-Verfahren, mit dem  Knochen mittels durch die Haut eingebrachter Drähte oder Nägel fest zusammengehalten werden, z. B. zur Stabilisierung eines Knochenbruchs.

## Geschichte
Schienen zur Knochenbruchbehandlung sind seit dem Altertum bekannt. Hippocrates und Paracelsus hatten bereits hölzerne Schienen mit Ringen zusammengehalten, um Beinfrakturen zu heilen. Der französische Chirurg Joseph-François Malgaigne (1806–1865) setzte eine Klemme ein, um die Beinschienen zusammenzuhalten. Carl Wilhelm Wutzer (1789–1863) ist der erste bekannte Chirurg, der einen externen Fixator anwendete, dessen Schrauben durch die Haut gingen. Der Chirurg Bernhard von Langenbeck (1810–1887) machte sich einen Namen als Pionier in der Anwendung der externen Fixation und schrieb 1886 eine Arbeit darüber.

## Prinzip
Man unterscheidet verschiedene Typen: einseitige Gleitstangen (wie zum Beispiel Orthofix und Monotube), kreisförmige (Ilisarow Fixateur und computergesteuerten Taylor Spatial Frame) sowie Kombinationen und Hybride der beiden. Dabei werden Stifte (Schanz-Schrauben) im Knochen verankert und nach Reposition (Einrichten des Knochenbruches) mit Metall- oder Karbonstäben fest verbunden. Es handelt sich um ein erstmals 1855 von Bernhard von Langenbeck beschriebenes Verfahren zur geschlossenen Knochenbruchbehandlung. Diese Methode bietet gegenüber anderen Methoden den Vorteil, dass die Fraktur nicht freigelegt werden muss.

## Indikationen
- offene Frakturen mit Weichteilschädigungen
- Trümmerfrakturen
- Luxationen (Ellbogen, Knie)
- Arthrodesen, z. B. am Kniegelenk als gelenkübergreifender Fixateur externe.
- Frakturen der Halswirbelsäule (Halofixateur)
- Kallusdistraktion, evtl. mit Segmenttransport

## Komplikationen
Eine mögliche Komplikation ist die Infektion der Weichteile und der Bohrkanäle.

## Hersteller
- Orthofix: TrueLok Hex (TrueLok Hexapod System) (obere Extremität), Galaxy Fixationssystem (untere Extremität)
- Smith & Nephew: Taylor Spatial Frame (TSF) Hexapod-Ringfixateur, JET-X
- Stryker Corporation: Hoffmann II MRI External Fixation System
- Tasarimmed (Türkei) / straightBONE (Deutschland, Österreich, Schweiz): Spider Frame-FIX (Hexapod System), Ili-FIX (Ringfixateur nach Ilisarow), Train-FIX (unilateraler Fixateur), Elbow-FIX (Ellenbogen-Bewegungsfixateur)
- Vast Ortho (Indien), Litos (Deutschland): Ilizarow-Ringfixateur (IEF)